# سردار جبار سینگ
سردار جبار سینگ 
(به تلوگویی: Sardaar Gabbar Singh) فیلمی محصول سال ۲۰۱۶ و به کارگردانی بابی است. در این فیلم بازیگرانی همچون پاوان کالیان، کجال آگاروال، شاراد کلکار، سانجانا گالرانی، موکش ریشی، اورواشی و تیسکا چوپرا ایفای نقش کرده‌اند.
این فیلم دنباله فیلم جبار سینگ است.